# Muleta (Schiffstyp)
Die Muleta, auch Muletta, ist ein historischer Schiffstyp, der in Portugal als Fischerboot Verwendung fand. Besonders verbreitet war die Muleta bei den Fischern von Seixal, Barreiro und Cascais, die damit im Ästuar des Tejo und auf dem Atlantik bis zur Linie Cabo da Roca–Cabo Espichel fischten. Die frühesten Aufzeichnungen über Muletas stammen aus dem 16. Jahrhundert.

Eine Muleta im Wappen von Seixal

Die Boote waren durchschnittlich 12 Meter lang, 3,8 Meter breit und hatten einen Tiefgang von 1,5 Metern. Muletas zeichnen sich aus durch einen stark gerundeten Vor- und Hintersteven sowie eine auffällige Takelung: das Schiff hatte Lateinsegel und vorne einen langen Bugspriet. Nach hinten ragte ein ebenfalls sehr langgestreckter Gaffelbaum oder Schrägmast, was eine im Verhältnis zur Bootslänge sehr große Segelfläche erlaubte.
Gefischt wurde mit einem Grundschleppnetz, dem tartaranha, dessen Zugleinen am Bugspriet und am hinteren Gaffelbaum befestigt waren. Das Boot driftete seitwärts nach Lee und zog dabei das Netz hinter sich her. Durch die verschiedenen, unterschiedlich großen Segel konnte die Driftgeschwindigkeit und Richtung beeinflusst werden. Um 1930 endete die Zeit der Muletas mit dem Verbot der tartaranhas.